# NGC 1097
NGC 1097 (другие обозначения — ESO 416-20, IRAS02441-3029, MCG −5-7-24, Arp 77, UGCA 41, AM 0244-302, PGC 10488) — спиральная галактика в созвездии Печь. В центре галактики находится сверхмассивная чёрная дыра.
Этот объект входит в число перечисленных в оригинальной редакции «Нового общего каталога», а также включён в атлас пекулярных галактик.

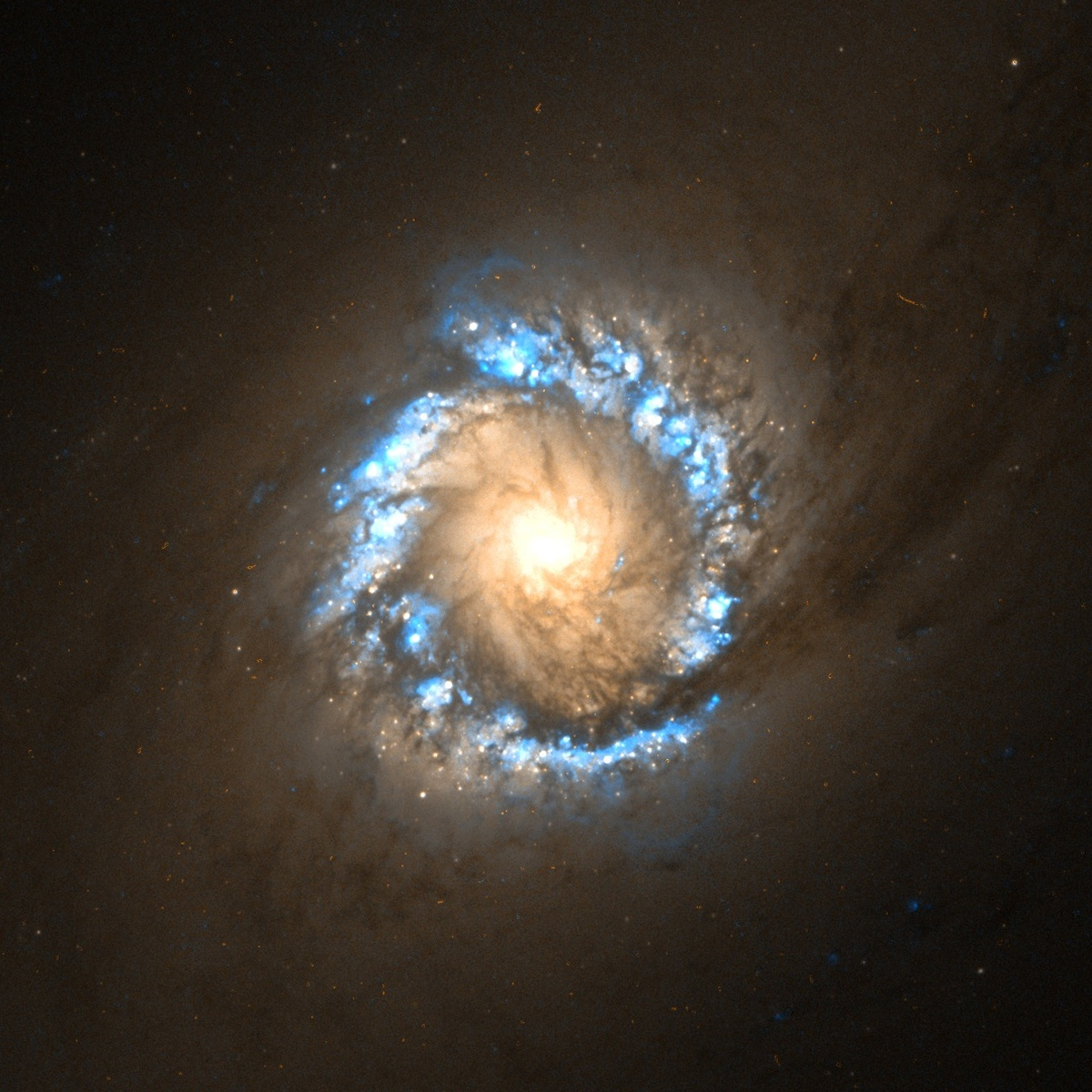
Кольцо районов звездообразования в NGC 1097. Фотография телескопа «Хаббл».

В галактике вспыхнула сверхновая SN 2003B типа II, её пиковая видимая звездная величина составила 15,0.
В галактике вспыхнула сверхновая SN 1999eu типа IIpec, её пиковая видимая звездная величина составила 17,3.
Галактика NGC 1097 входит в состав группы галактик NGC 1097. Помимо NGC 1097 в группу также входят NGC 1079, IC 1826, NGC 1097A, PGC 10479, ESO 416-32 и NGC 1097B.

## Характеристики
Галактика находится на расстоянии 45 миллионов световых лет от нас. Она принадлежит к классу сейфертовских галактик, из её ядра вырываются мощные релятивистские струи. Находящийся в центре кандидат в чёрные дыры сформировал своим гравитационным полем масштабное кольцо из районов звездообразования диаметром около полутора килопарсек, состоящее из плотных облаков пыли и газа и молодых звёзд.
Возле NGC 1097 расположены две галактики-сателлита. NGC 1097A, бо́льшая по размерам, она относится к классу эллиптических галактик. Она находится на расстоянии 42 тысяч световых лет от NGC 1097. Другая галактика, NGC 1097B представляет собой менее изученный объект.